# Liste der Bodendenkmäler in Lügde
Die Liste der Bodendenkmäler in Lügde enthält die denkmalgeschützten unterirdischen baulichen Anlagen, Reste oberirdischer baulicher Anlagen, Zeugnisse tierischen und pflanzlichen Lebens und paläontologischen Reste auf dem Gebiet der Stadt Lügde im Kreis Lippe in Nordrhein-Westfalen (Stand: 10. Januar 2019). Diese Bodendenkmäler sind in Teil B der Denkmalliste der Stadt Lügde eingetragen; Grundlage für die Aufnahme ist das Denkmalschutzgesetz Nordrhein-Westfalen (DSchG NRW).
| Bild           | Bezeichnung                                                                                    | Lage                    | Beschreibung                                                                              | Bauzeit | Eingetragen seit | Denkmal- nummer |
| -------------- | ---------------------------------------------------------------------------------------------- | ----------------------- | ----------------------------------------------------------------------------------------- | ------- | ---------------- | --------------- |
|                | Historischer Hohlweg „Uhlensen“ (1)                                                            | Lügde                   |                                                                                           |         | 08.02.1983       | 1               |
|                | Historischer Hohlweg „Uhlensen“ (2)                                                            | Lügde                   |                                                                                           |         | 25.04.1983       | 2               |
|                | Historischer Hohlweg „Im Kuhsieke“                                                             | Lügde                   |                                                                                           |         | 20.11.1987       | 3               |
|                | Wallburg „Der Schild“ und 1 Grabhügel Grabhügelgruppe „Der Schild“ Hohlwegbündel „Königsgrund“ | Lügde                   |                                                                                           |         | 22.10.1991       | 4               |
|                | 3 Grabhügel „Auf der Steinkuhle“                                                               | Lügde                   |                                                                                           |         | 22.10.1991       | 5               |
|                | Hohlweg „Am Sandebrink“                                                                        | Lügde                   |                                                                                           |         | 22.10.1991       | 6               |
|                | Hohlweg „Harzberger Feld“                                                                      | Harzberg                |                                                                                           |         | 22.10.1991       | 7               |
| weitere Bilder | Wallburg „Bohmhoff“                                                                            | Lügde Karte             |                                                                                           |         | 12.11.1991       | 8               |
|                | 2 Grabhügel „Die Hoverstadt“                                                                   | Lügde                   |                                                                                           |         | 12.11.1991       | 9               |
|                | 2 Grabhügel „Strang / Der Isenberg“                                                            | Falkenhagen / Rischenau |                                                                                           |         | 12.11.1991       | 10              |
|                | Grabhügel „Ösenberg“                                                                           | Falkenhagen             |                                                                                           |         | 12.11.1991       | 11              |
|                | Grabhügel „Adams Grab“ (Klosterberg)                                                           | Falkenhagen             |                                                                                           |         | 12.11.1991       | 12              |
|                | Kirchortwüstung „Alte Kirche / Faselkiepe“                                                     | Rischenau               |                                                                                           |         | 12.11.1991       | 13              |
|                | Grabhügel „Der Otterberg“ und Flurrelikte                                                      | Sabbenhausen            |                                                                                           |         | 12.11.1991       | 14              |
|                | Wallburg „Herlingsburg / Hermannsburg“ und Ruine „Wartturm“                                    | Lügde                   |                                                                                           |         | 26.11.1991       | 15              |
|                | 2 Grabhügel „Die Hoverstadt“                                                                   | Lügde                   |                                                                                           |         | 28.11.1991       | 16              |
|                | Hohlweg „Am Silberbrink“                                                                       | Lügde                   |                                                                                           |         | 28.11.1991       | 17              |
|                | Grabhügel „Fahrenkamp“                                                                         | Rischenau               |                                                                                           |         | 28.11.1991       | 18              |
|                | Hohlwegbündel „Kalkriese / Pennigsloch“                                                        | Lügde                   |                                                                                           |         | 27.12.1991       | 19              |
|                | Burgstätte „Sterkenkamp / Judenbrink“                                                          | Rischenau               |                                                                                           |         | 06.02.1992       | 20              |
| weitere Bilder | Kirche „St. Kilian“ einschließlich Friedhofsumfeld                                             | Lügde                   |                                                                                           |         | 13.12.2016       | 21              |
|                | Pfarrkirche „St. Marien“ mit Markt und Rathaus                                                 | Lügde                   | Einschränkung: Die Standfläche des Rathauses ist von der Unterschutzstellung ausgenommen. |         | 02.07.1998       | 22              |
|                | „Silbersiek südöstlich von Falkenhagen“                                                        | Hummersen               |                                                                                           |         | 28.01.2016       | 23              |
|                | „Klosteranlage Falkenhagen“                                                                    | Falkenhagen             |                                                                                           |         | 12.12.2016       | 24              |
|                | „Wüstung Oldenlüde“                                                                            |                         |                                                                                           |         |                  | 25              |
|                | „Standort einer Mittelalterlichen Mühle“                                                       | Lügde                   |                                                                                           |         | 04.09.2017       | 26              |
|                | „Kloster Segenstal“                                                                            | Lügde                   |                                                                                           |         | 04.09.2017       | 27              |
|                | „Mittelalterliche Stadtbefestigung“                                                            | Lügde                   |                                                                                           |         | 10.01.2019       | 28              |